# نو شکارچی
نو شکارچی (انگلیسی: Nu Orionis) یک سیستم ستاره دوتایی در شمال شرقی صورت فلکی شکارچی است. نباید آن را با ستاره متغیر نو شکارچی اشتباه گرفت. نو شکارچی دارای بزرگی بصری ظاهری ۴٫۴۲ است که به اندازه کافی روشن است تا با چشم غیر مسلح دیده شود. فاصله آن تا زمین تقریبا ۵۲۰ سال نوری است.